# Petr Sýkora
Petr Sýkora (Plzeň, 19 novembre 1976) è un hockeista su ghiaccio ceco, fino al 1993 cecoslovacco.

## Carriera
Il suo ruolo è di ala destra e gioca per il SC Bern nella Lega Nazionale A. Ha giocato anche per numerose squadre della National Hockey League: Mighty Ducks of Anaheim, New York Rangers, Edmonton Oilers, Pittsburgh Penguins, Minnesota Wild e New Jersey Devils. Ha vinto due volte la Stanley Cup, la prima con i Devils nel 2000 e l'altra con i Penguins nel 2009.

## Palmarès

### Club
- Stanley Cup: 2

New Jersey: 1999-2000
Pittsburgh: 2008-2009
- Campionato svizzero: 1

Berna: 2012-2013

### Nazionale
- Campionato mondiale di hockey su ghiaccio: 3

Austria 1996, Norvegia 1999, Austria 2005

### Individuale
- NHL All-Rookie Team: 1

1995-1996
- Maggior numero di gol al Campionato mondiale U20: 1

Rep. Ceca 1994 (6 gol)